# 조니 피어슨
조니 피어슨(Johnny Pearson, 1925년 6월 18일 ~ 2011년 3월 20일)은 영국의 대표적인 파퓰러 피아노 주자이며 작곡 및 편집자이기도 하다. 런던 태생으로 아카데미 음악원에서 배웠으며 솔로몬에게 사사, 클래식 음악계에 데뷔하였다.  그 후 재즈계에 들어가 1948년에 미첼 트리오에 참가하였다. 1955년부터 라디오, 텔레비전의 음악감독도 한 바 있다. 1964년 사운드 오케스트라와 <바람이 부는 대로>를 히트시켰다.